# Irene Manton
Irene Manton (Kensignton, Londres, 17 d'abril de 1904 – Leeds, 31 de maig de 1988) va ser una botànica britànica que va ser catedràtica de Botànica a la Universitat de Leeds. Va destacar per l'estudi de falgueres i algues.

## Biografia
Irene Manton era la filla de George Manton, metge dentista, i de Milana Manton (cognom de soltera: d'Humy), brodadora i dissenyadora, descendent de família aristòcrata francesa. El seu nom era al principi pronunciat i lletrejat a la manera francesa (Irène); però als divuit anys en va adoptar l'ortografia i pronúncia angleses, que va mantenir la resta de la vida. Abans que ella, els Manton van tenir un fill, nascut el 1897 i mort d'escarlatina el 1901, i una altra filla, que va ser l'entomòloga Sidnie Manton que, com ella, va ser membre de la Royal Society.
Va educar-se a la «Colet Gardens Demonstration School», un escola independent i que seguia les idees del pedagog alemany Friedrich Fröbel i practicava la coeducació, i a St. Paul Girls' School, a Hammersmith. A Saint Paul, les dues germanes van tenir una professora de ciències naturals que havia estudiat botànica a la Universitat de Manchester i va estimular el seu interès per la botànica i la zoologia. Encara anava a l'escola quan va llegir el llibre d'Edmund Beecher Wilson de 1902 The Cell in Development and Heredity (La cèl·lula en el desenvolupament i l'herència) que va despertar-li l'interès pels cromosomes, un tema destacat de la seva recerca posterior. Els Menton vivien a prop del Museu d'Història Natural i ella hi anava durant els caps de setmana i de vegades també entre setmana, amb permís de l'escola, a dibuixar tot allò que li agradava.

## Formació i carrera acadèmica
L'any 1921 va fer els exàmens d'accés a la Universitat de Londres, per a les matèries de matemàtiques elementals, història anglesa, francès, anglès i botànica. El 1923 va fer l'examen d'ingrés a Girton College, a la Universitat de Cambridge. i en va obtenir una beca per un valor de 80 lliures anuals durant tres cursos. No en va quedar satisfeta perquè, en general, les dones encara no eren benvingudes a la universitat. De fet, fins a 1948 no s'hi van concedir els primers títols a alumnes dones. Però hi va rebre una bona formació en diverses disciplines científiques, entre les quals botànica, zoologia, química i física. La botànica era la matèria que preferia, però va adonar-se que per treure més profit de l'ús del microscopi, la física era fonamental. Després, seguint el consell de la citòloga Kathleen Blackburn i del paleobotànic Hamshaw Thomas, va anar a Estocolm per estudiar amb Gustaf Otto Rosenberg, que havia estat deixeble del prestigiós botànic alemany Eduard Straburger i s'hi va estar el curs 1926-1927. Després va tornar a Cambridge, on havia de seguir encara un curs obligatori com a resident. El treball fet durant aquells anys, en què va recollir i examinar més de dues-centes cinquanta espècies, va servir-li per a la preparació del seu primer article destacat, basat en el treball fet per a la seva tesi doctoral i publicat a la revista Annals of Botany.
L'any 1929 va començar a treballar a la Universitat de Manchester com a professora ajudant per suplir la sobtada baixa de l'anterior professora, que havia marxat a Cambridge en casar-se amb un professor que havia conegut poc abans en un congrés. A Manchester, Manton va treballar durant dotze anys amb W.H. Lang, catedràtic de Criptogàmia, i deia que era on va aprendre tota la botànica que sabia. Per poder continuar-hi els estudis de doctorat iniciats a Cambridge, va haver de demanar un permís especial. Va acabar el seu treball de recerca a Manchester i el juny de 1930 va doctorar-se amb una tesi titulada La citologia de les crucíferes. Durant algun temps va seguir fent recerca en crucíferes, però Lang investigava la falguera reial (Osmunda regalis) i la va convèncer perquè ella també centrés la seva recerca en les falgueres. Tot i que al principi ho va fer a contracor, és un grup de plantes que no va deixar mai d'investigar, encara que no fos de manera exclusiva.
Dos avenços científics van afavorir la recerca de Manton. Per una banda, la introducció de la fotografia en el laboratori, especialment per a les observacions al microscopi. Per una altra, un nou mètode de preparació de les mostres desenvolupat per Barbara McClintock que permetia una millor visualització dels cromosomes.

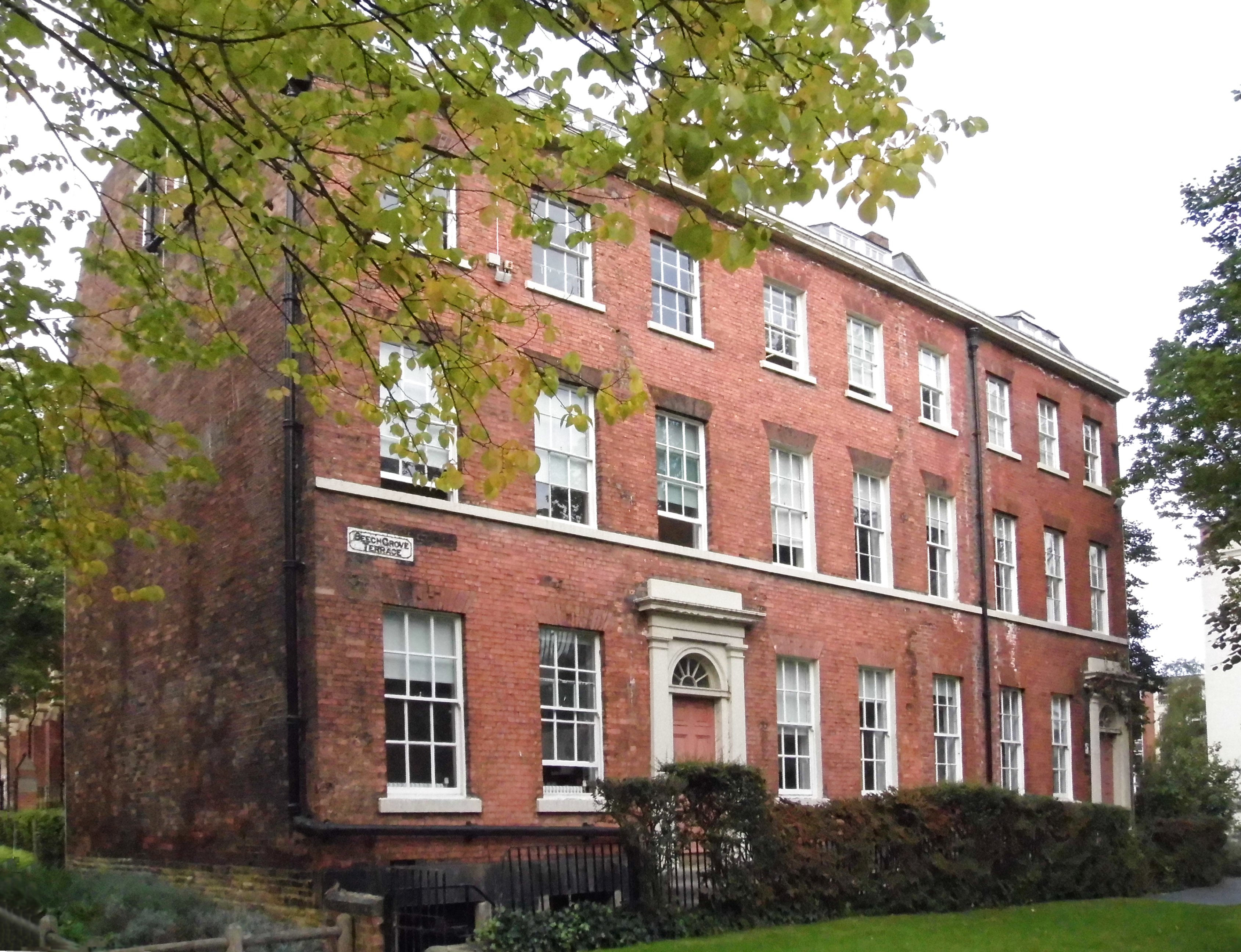
Casa de la Botànica a la Universitat de Leeds, dins la qual Manton va investigar usant el microscopi electrònic. Originalment eren tres habitatges d'estil georgià que van ser convertits en un únic edifici quan les va comprar la Universitat. Els microscopis electrònics que va usar Manton i els aparells associats estaven situats en el soterrani, on els efectes de vibració del tràfic, etc. es notaven menys. L'edifici forma part ara del patrimoni nacional per la seva bella façana georgiana.

Gran part de la seva carrera acadèmica va transcórrer a la Universitat de Leeds, on el 1946 van oferir-li la càtedra de Botànica, que havia quedat vacant per la mort de Joseph Hubert Priestley el 1944. Es va sentir molt honorada i va acceptar el càrrec sense adonar-se que la recerca que es feia en aquell departament de Leeds estava molt allunyada dels seus interessos en aquell moment. A més, aquella universitat no disposava d'un jardí botànic i hivernacles, com en el Departament de Botànica de Manchester, segurament perquè tenien a poca distància camps naturals i els era permès treballar en boscos municipals.
A Leeds, a més les classes, havia d'ocupar-se de tasques administratives; va haver de reestructurar el Departament, especialment la part destinada a la docència, que, després de la guerra, era insuficient per a les demandes del moment, i atreure més personal, per substituir els qui van deixar-lo durant la guerra. Seguia investigant, però ho feia renunciant a vacances, dies festius i caps de setmana i perquè tenia al seu servei una dona —Edith, que ja havia treballat per a ella a Manchester— que tenia cura de la seva llar.
Al principi utilitzava un microscopi òptic i una càmera per fer micrografies; a Manchester, Lang va inculcar-li la idea que les observacions microscòpiques calia tenir-les reproduïdes en fotografia, perquè era més fidel que un dibuix, que podia ser subjectiu. Però per continuar l'estudi dels cromosomes que havia iniciat durant els anys de la guerra, li calia més resolució que la que s'obtenia amb un microscopi òptic. Davant la impossibilitat de poder treballar amb un microscopi electrònic, que feia poc que s'havia inventat, va aconseguir que a l'Institut Nacional de Recerca Mèdica britànic li deixessin treballar amb un microscopi de llum ultraviolada i més endavant, el 1948, va poder tenir-ne un en el seu Departament.
Va ser catedràtica de Botànica de 1946 a 1969 i després catedràtica emèrita. La seva recerca en falgueres va centrar-se en hibridació, poliploïdia, i apomixi, que va descriure en el seu llibre de 1950 Problems of cytology and evolution in the pteridophyta (Problemes de citologia i evolució en els pteridòfits). En va investigar evolució a partir de l'estudi dels cromosomes. També va investigar l'estructura morfològica completa amb l'ajut del microscopi de llum ultraviolada. Aquesta tasca va acabar sent un pas important en la seva recerca sobre la ultraestructura de la cèl·lula.
La seva recerca sobre les algues destaca per l'ús que va fer del microscopi electrònic, quan va poder disposar-ne, i el seu treball en citologia va ser conegut a tot el món per l'estructura dels cilis i els flagels que va revelar.

## Últims anys
Irene Manton va jubilar-se el 1969 de la seva càtedra de Botànica de la Universitat de Leeds i després en va ser catedràtica emèrita. Sense la càrrega docent ni tasques administratives de què ocupar-se, semblava que podria dedicar tot el seu temps a la recerca i als seus col·laboradors, però diversos contratemps van complicar-li la situació. Per una banda, al mateix temps que ella, també va jubilar-se la dona que havia tingut al seu servei durant dècades i per primera vegada havia d'ocupar-se de la seva llar. Per altra banda, no podia disposar del microscopi electrònic del Departament de Botànica ni en va trobar cap altre de disponible a la Universitat. Només va aconseguir que li deixessin un espai per treballar en el Departament de Física. Seguia buscant un microscopi electrònic amb què poder treballar i diversos deixebles, amics i col·legues a qui ella havia ajudat durant la seva carrera van mostrar-li el seu agraïment oferint-li la possibilitat d'utilitzar el microscopi electrònic dels centres de recerca o universitats on ells treballaven, fins i tot fora del Regne Unit.
Els últims anys, la seva salut era molt fràgil, però va seguir activa fins a poques setmanes abans de la mort, que va arribar-li el 31 de maig de 1988, just tres dies abans de cloure una exposició de les obres pictòriques de la seva propietat -Another Way of Looking, celebrada a Lancaster del 25 d'abril al 3 de juny de 1988.

## Interessos artístics
Manton havia après a tocar el violí de nena i, com a intèrpret, havia aconseguit un nivell de concertista. A Cambridge va continuar cultivant aquesta afició i a Manchester va formar part d'un quartet de corda, amb el qual va fer concerts fins que va marxar a Leeds el 1946. També tenia interès per les arts visuals i plàstiques, especialment l'art oriental i la història de la cultura xinesa, i també l'art modern abstracte i en va reunir una col·lecció important.
Irene Manton va llegar la seva col·lecció d'art modern i oriental a la Universitat de Leeds. Molts d'aquells quadres ja estaven penjats a les parets de la Casa de la Botànica (Botanic House) d'aquella universitat quan ella hi treballava. És una col·lecció molt valuosa, en la qual hi ha obres d'artistes tan destacats com de Paul Klee, Joan Miró i Georges Braque.

## Reconeixements
1954, Trail Award the la Linnean Society i el 1959, la Medalla d'Or de la mateixa institució.
Va ser elegida membre de la Royal Society el març de 1961 per la seva recerca sobre la ultraestructura de les plantes i sobre la seva evolució.
En 1969 Manton va compartir la Medalla linneana amb Ethelwynn Trewavas.
Des de 1969 a 1972 va presidir la British Pteridological Society.
En 1969 va ser elegida membre honorària estrangera de l'Acadèmia Americana de les Arts i les Ciències.
En 1972, va rebre la Medalla Schleiden de l'Acadèmia Alemanya de Ciències Leopoldina.
Va ser la primera dona presidenta de la Societat Linneana de Londres, càrrec que va ocupar de 1973 a 1976.

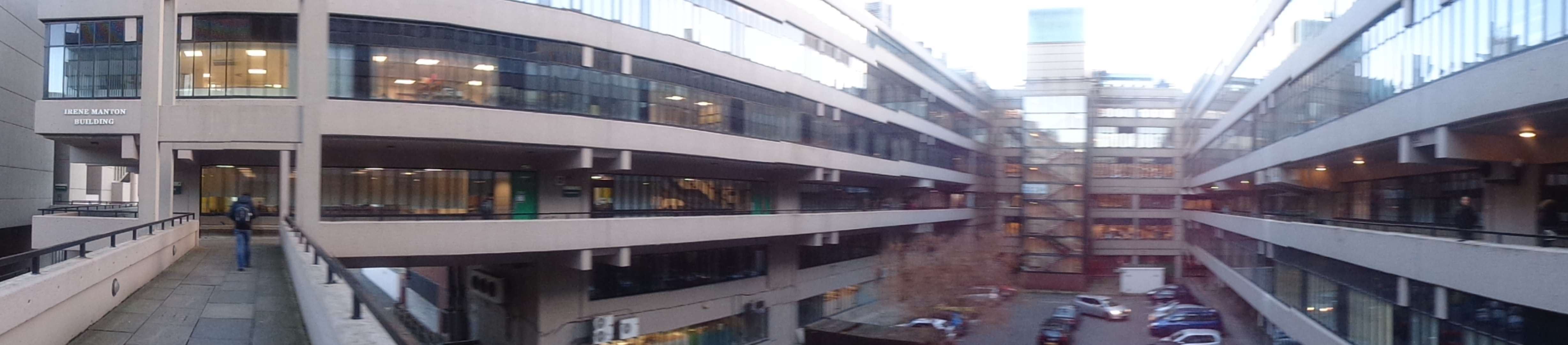
L'edifici Irene Manton (a l'esquerra), de la Universitat de Leeds

El 1979 va rebre un doctorat honoris causa en ciències de la Universitat de Lancaster.
Des de 2014 un nou edifici de la Universitat de Leeds porta el seu nom.
L'astronomia va honorar també el recorregut científic d'Irene Manton i la seva germana Sidnie, donant el seu nom al cràter Manton, localitzat a Venus.

## Llegat

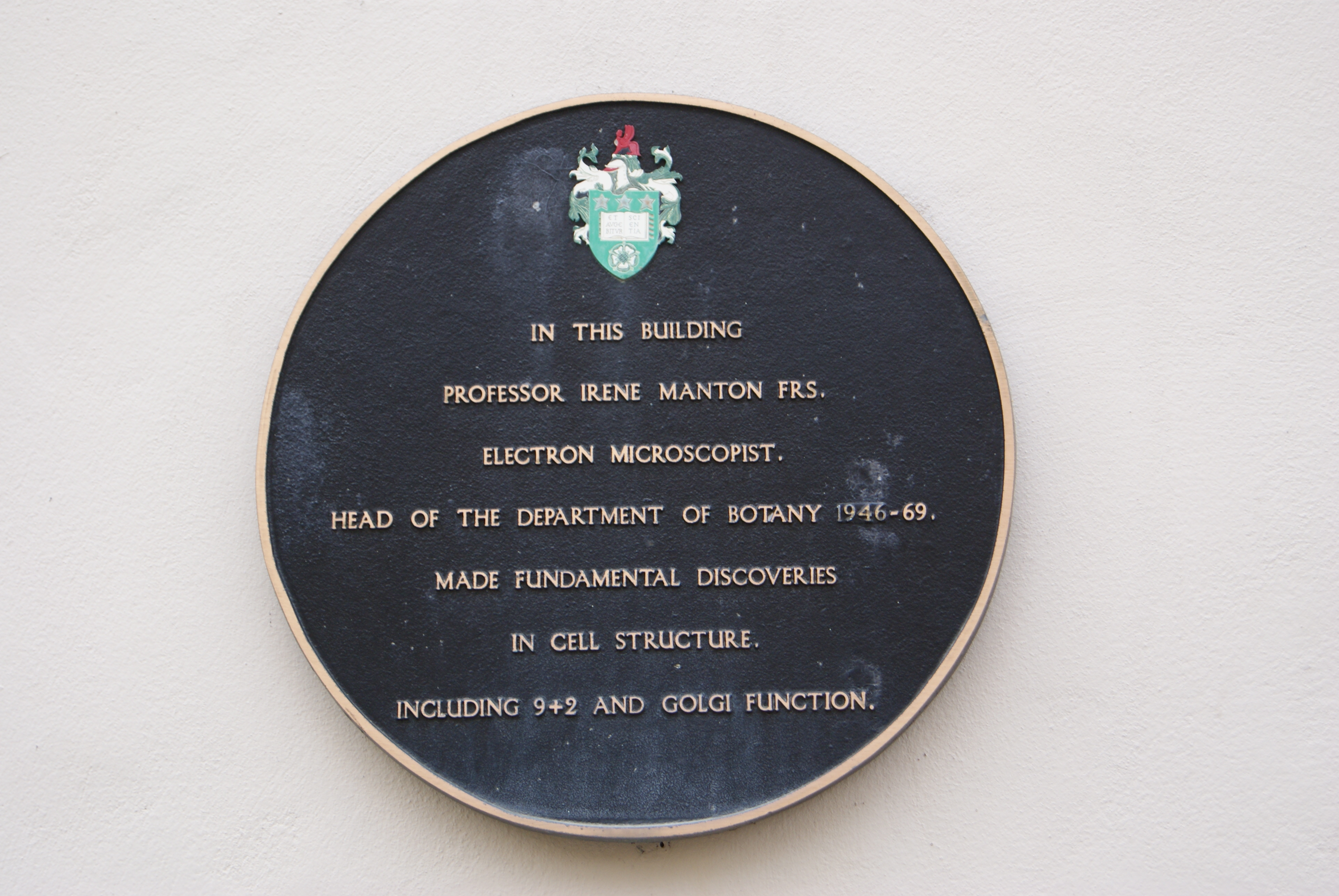
Una placa a la Universitat de Leeds commemora les descobertes fetes per Manton en aquella Universitat.

El 1990, la Linnean Society va instituir el Premi Irene Manton per a la millor tesi doctoral en botànica duta a terme en una institució acadèmica del Regne Unit.
La Linnean Society també patrocina les conferències Irene Manton que es duen a terme anualment a la Universitat de Manchester i la Universitat de Leeds des de 2014.
En 1998, en commemorar-se el desè aniversari de la seva mort, l'edifici de Ciències Biològiques de la Universitat de Leeds va passar a dir-se Edifici Irene Manton.
La British Phycological Society atorga el premi anual Irene Manton a la millor presentació d'un estudiant de postgrau en el seu congrés anual.